# Canton de Vielle-Aure
Pour les articles homonymes, voir Aure.
Le canton de Vielle-Aure est un ancien canton français situé dans le département des Hautes-Pyrénées, en vallée d'Aure.

## Composition
Il était composé des 14 communes suivantes :
- Aragnouet
- Azet
- Bourisp
- Cadeilhan-Trachère
- Camparan
- Ens
- Estensan
- Grailhen
- Guchan
- Sailhan
- Saint-Lary-Soulan
- Tramezaïgues
- Vielle-Aure (chef-lieu)
- Vignec

## Administration

### Conseillers généraux de 1833 à 2015
| Période | Période                           | Identité                       | Étiquette             | Qualité |
| ------- | --------------------------------- | ------------------------------ | --------------------- | --- |
| 1833    | 1842                              | Bertrand Fornier de Saint-Lary | Monarchiste           | Commerçant en bois, avocat Député (1791-1792, 1811-1823) Propriétaire à Saint-Lary |
| 1842    | 1848                              | Jacques Coma                   | Bonapartiste          | Propriétaire, percepteur à Arreau |
| 1848    | 1871                              | Dominique Fouga                | Républicain démocrate | Médecin à Guchan |
| 1871    | 1886                              | Jean-Paul Duffo                | Républicain           | Avocat, maire de Sailhan Trésorier-payeur-général à Belfort (Haut-Rhin) Député (1876-1877) |
| 1886    | 1887 (annulation)                 | Henry Fourcade                 | Droite                | Banquier et industriel, propriétaire à Guchan |
| 1887    | 1888 (démission)                  | Jean-Paul Duffo                | Républicain           | Avocat, maire de Sailhan Trésorier-payeur-général à Belfort (Haut-Rhin) Député (1876-1877) |
| 1888    | 1889 (démission)                  | Henry Fourcade                 | Droite                | Banquier et industriel |
| 1889    | 1892                              | Bertrand Fontan                | Républicain           | Propriétaire et avocat, maire de Vignec |
| 1892    | 1902 (décès)                      | Jean-Pierre Sans               | Républicain           | Docteur-médecin, maire de Vielle-Aure |
| 1902    | 1907 (décès)                      | Joseph Duffo                   | Rad.                  | Notaire à La Barthe-de-Neste Maire de Sailhan, conseiller d'arrondissement |
| 1907    | 1910                              | Elie Ribes                     | Rad.                  | Médecin |
| 1910    | 1919                              | Laurent Salles                 | RG puis URD           | Médecin à Vielle-Aure |
| 1919    | 1926 (démission)                  | François Thévenot              | RG                    | Chef d'entreprise (entrepreneur de travaux publics) Elu en 1931 dans le Canton d'Argelès-Gazost |
| 1926    | 1937 (décès)                      | Laurent Salles                 | URD                   | Médecin |
| 1937    | 1939 (démission)                  | Bertrand Duran                 | Rad.                  | Maire de Saint-Lary (1924-1939), conseiller d'arrondissement |
| 1939    | 1940                              | Jean Rolland                   | Rad.                  | Médecin à Arreau |
|         |                                   |                                |                       | |
| 1945    | 1949                              | Bertrand Picasse               | DVG                   | Employé aux PTT Maire de Bourisp |
| 1949    | 1992                              | Pierre Mouniq                  | SFIO puis PRG         | Médecin Conseiller municipal de Saint-Lary-Soulan (1965-1971) Maire de Bourisp (mars à décembre 1977) Maire de Cadeilhan-Trachère (1983-1986)                                                                          |
| 1992    | 1995 (condamné à l'inéligibilité) | Jean Mouniq                    | Non-inscrit           | Médecin Maire de Vielle-Aure (1977-1995) Vice Président Conseil Général 1992-1995 Maire d'Aragnouet (2001-....) |
| 1995    | 2015                              | Maryse Beyrié                  | DVG puis PS           | Agent immobilier Maire de Vielle-Aure depuis 1995 Présidente de la Communauté de communes du canton de Vielle-Aure Vice-Présidente du Conseil Général depuis 1998 Elue en 2015 dans le Canton de Neste, Aure et Louron |

### Conseillers d'arrondissement (de 1833 à 1940)
| Période                                  | Période          | Identité                          | Étiquette | Qualité |
| ---------------------------------------- | ---------------- | --------------------------------- | --------- | --- |
| 1833                                     | 1842             | J.P. Gertoux                      |           | Ancien juge de paix, Vielle-Aure                                                                            |
| 1842                                     | 1848             |                                   |           | |
|                                          |                  |                                   |           | |
| 1895                                     | 1898 (décès)     | Raymond Viella-Abadie (1842-1898) | Droite    | Notaire à Camparan                                                                                          |
|                                          |                  |                                   |           | |
|                                          | 1902 (démission) | Joseph Duffo                      | Rad.      | Notaire à La Barthe-de-Neste Maire de Sailhan                                                               |
|                                          |                  |                                   |           | |
|                                          | 1937             | Bertrand Duran                    | Rad.      | Maire de Saint-Lary (1924-1939)                                                                             |
| 1937                                     | 1940             | M. Arnaud                         | Rad.ind.  | |
| 1940                                     |                  |                                   |           | Les conseils d'arrondissement ont été suspendus par la loi du 12 octobre 1940 et n'ont jamais été réactivés |
| Les données manquantes sont à compléter. |                  |                                   |           | |

## Démographie
| 1962 | 1968  | 1975  | 1982  | 1990  | 1999  | 2007  | 2008  | 2009 |
| ---- | ----- | ----- | ----- | ----- | ----- | ----- | ----- | ---- |
| -    | 2 024 | 1 920 | 2 142 | 2 516 | 2 505 | 2 686 | 2 612 | -    |